# Oleg Georgijewitsch Bowin
Oleg Georgijewitsch Bowin (russisch Олег Георгиевич Бовин; * 20. Juni 1946 in Moskau) ist ein ehemaliger sowjetischer Wasserballspieler. Bei Olympischen Spielen gewann er mit der sowjetischen Nationalmannschaft 1968 Silber und 1970 war er Europameister.

## Sportliche Karriere
Der 1,89 m große Torhüter Oleg Bowin trat für Dynamo Moskau an.
Bei den Olympischen Spielen 1968 in Mexiko-Stadt war Bowin in allen acht Partien dabei und wechselte sich im Tor mit Wadim Guljajew ab. Die sowjetische Mannschaft belegte in der Vorrunde den zweiten Platz hinter den Ungarn und besiegte im Halbfinale die Italiener mit 8:5. Im Finale gegen die Jugoslawen unterlag die sowjetische Mannschaft mit 11:13 Toren. 1970 bei der Europameisterschaft in Barcelona verteidigte die sowjetische Mannschaft ihren Titel mit neun Siegen in neun Spielen erfolgreich, Zweite wurden die Ungarn vor den Jugoslawen. Auch hier waren Guljajew und Bowin die sowjetischen Torhüter.
Oleg Bowin ist der Vater der Tennisspielerin Jelena Bowina.